# Mazda CX-60
Mazda CX-60 (јап. マツダ・CX-60) је луксузни кросовер СУВ средње величине који јапански произвођач аутомобила Мазда производи од 2022. То је прво возило које користи Маздину платформу са погоном на задње и све точкове са уздужним распоредом мотора категорисаном као Велика група производа, која укључује линију шестокреветних мотора. То је такође прво Маздино возило које има плаг-ин хибридну опцију.
CX-60 се продаје у Европи, Јапану, Аустралији и на неколико других тржишта, док ће тржиште Северне Америке добити шири CX-70. По величини је већи од CX-5 и мањи од CX-9 и упоредив је са CX-50, шири али краћи по дужини од CX-8.

## Преглед
CX-60 је представљен 8. марта 2022. као део Маздине новоосноване „Групе великих производа“, која укључује низ већих возила са погоном на задње и све точкове.  Због преласка на распоред заснован на погону на задње точкове, модел је пребачен на виши ниво ка моделима луксузних брендова. 

Модел је дворедно возило које користи задњи погон са сталним погоном на све точкове који се продаје као i-Activ AWD. Такође има систем Kinematic Posture Control који примењује кочнице на унутрашњи задњи точак да би се спречило превртање каросерије. 
- задњи поглед
- унутрашњост

### Мотори
Бензински плаг-ин хибрид (ПХЕВ) модел је била прва варијанта која је објављена. Користи постојећи 2,5-литарски Скајактив-Г мотор у комбинацији са електричним мотором и литијум-јонском батеријом од 17,8 киловат часова, што резултира комбинованом снагом од 328 КС (241 киловата) и 500 Н⋅м обртног момента. Има капацитет вуче од 2.500 kg (5.512 lb) са траженим 0–100 km/h цифра од 5,8 секунди. Максимална брзина само у електричном режиму је 140 км/ч.
Остале опције мотора укључују две новоразвијене јединице, а то су 3,3-литарски е-Скајактив Д дизел и 3,0-литарски е-Скиацтив Кс бензинац са технологијом паљења помоћу компресије, обе редне шестоцилиндричне јединице са 48В благим хибридним системом и биће објављен крајем 2022. и 2023. године. У октобру 2022, 3,3-литарски Скиацтив-Г бензински мотор са турбо пуњењем је најављен за нека тржишта као што је Аустралија, који производи 284 КС (209 киловат).
Сваки CX-60 је опремљен 8-брзинским аутоматским мењачем са квачилом са више плоча и интегрисаним електромотором/генератором који замењује хидраулички претварач као улазно квачило како би се очувале перформансе у кривинама система погона на задње точкове.